# Mélanie Doutey
Mélanie Doutey (Parigi, 22 novembre 1978) è un'attrice francese.

## Biografia
È figlia del regista e produttore Alain Doutey e dell'attrice Arièle Semenoff. Dopo essersi laureata in inglese è stata allieva di Jean Périmony e si è poi iscritta al Conservatoire national supérieur d'art dramatique di Parigi, dove si è diplomata nel 2002. Il suo debutto nel mondo del cinema è nel 1998 con una parte in Les Gens qui s'aiment di Jean-Charles Tacchella.
Nel 2001 ottiene il ruolo di protagonista nel film Leïla di Gabriel Axel, mentre l'anno successivo interpreta Le Frère du guerrier di Pierre Jolivet, parte grazie alla quale ottiene la candidatura al Premio César per la migliore promessa femminile. Nel 2003 prende parte a Il fiore del male, film drammatico di Claude Chabrol; nello stesso anno ottiene il Premio Suzanne Bianchetti.
Si impone all'attenzione del grande pubblico nel 2005 grazie al ruolo di protagonista della serie televisiva Clara Sheller; nonostante il grande successo del programma, decide però di abbandonare il ruolo e non prendere parte a una seconda serie, preferendo concentrarsi sulla sua carriera cinematografica e teatrale. Ritorna quindi sul grande schermo nel 2006, interpretando Président di Lionel Delplanque al fianco di Albert Dupontel, Fair Play insieme a Marion Cotillard e Benoît Magimel e infine la commedia musicale On va s'aimer di Ivan Calbérac.
Nel 2007 Mélanie Doutey torna a teatro nel dramma Confidences trop intimes al fianco di Jacques Gamblin. Prende parte anche alla commedia romantica Ce soir je dors chez toi e al film per la televisione di produzione tedesca Der Geheimnisvolle Schatz von Troja in cui interpreta Sophia Schliemann, moglie dell'archeologo Heinrich Schliemann. Dopo essersi presa una pausa dall'attività di circa tre anni dovuta alla nascita della sua primogenita, ritorna sul set con continuità nel 2012.

## Vita privata
Dal 2002 al 2013 Mélanie Doutey è 
stata compagna dell'attore Gilles Lellouche. La coppia ha avuto una figlia, Ava, nata nel 2009..

## Premi e riconoscimenti

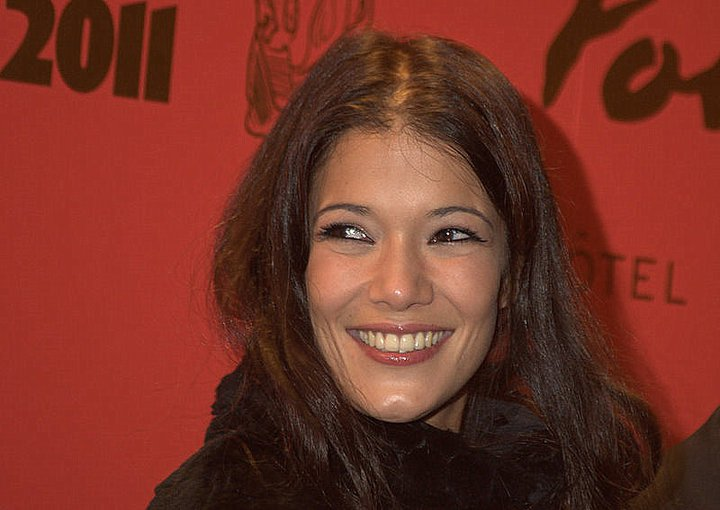
Mélanie Doutey alla cerimonia della consegna dei Premi César del 2011

- Swann d'oro alla miglior rivelazione femminile del Festival du film de Cabourg per Le Frère du guerrier (2003)
- Prix Suzanne Bianchetti per Il fiore del male (2003)
- Nomination al Premio César per la migliore promessa femminile per Le Frère du guerrier (2003)
- Nomination al Premio Molière come miglior rivelazione teatrale femminile per Il ventaglio di Lady Windermere (2003)
- Miglior interprete di commedie al Festival della televisione di Monte-Carlo per Clara Sheller (2005)
- Nomination Premio César per la migliore promessa femminile per Il ne faut jurer de rien ! (2006)
- Premio per la miglior attrice al Festival international des jeunes réalisateurs de Saint-Jean-de-Luz per Ce soir je dors chez toi (2007)

## Filmografia parziale

### Cinema
- Les gens qui s'aiment, regia di Jean-Charles Tacchella (1999)
- Leïla, regia di Gabriel Axel (2001)
- Le frère du guerrier, regia di Pierre Jolivet (2002)
- Il fiore del male (La Fleur du mal), regia di Claude Chabrol (2003)
- Narco, regia di Tristan Aurouet e Gilles Lellouche (2004)
- El Lobo, regia di Miguel Courtois (2004)
- Il ne faut jurer... de rien!, regia di Eric Civanyan (2005)
- On va s'aimer, regia di Ivan Calbérac (2006)
- Fair Play, regia di Lionel Bailliu (2006)
- Président, regia di Lionel Delplanque (2006)
- Ma place au soleil, regia di Eric de Montalier (2007)
- Ce soir je dors chez toi, regia di Olivier Baroux (2007)
- Le Bal des actrices, regia di Maïwenn (2009)
- Rien de personnel, regia di Mathias Gokalp (2009)
- Une petite zone de turbulences, regia di Alfred Lot (2009)
- Fuga d'amore (R.T.T.), regia di Frédéric Berthe (2009)
- Aux yeux de tous, regia di Cédric Jimenez e Arnaud Duprey (2012)
- Post partum, regia di Delphine Noels (2013)
- Jamais le premier soir, regia di Melissa Drigeard (2014)
- French Connection (La French), regia di Cédric Jimenez (2014)
- 7 uomini a mollo (Le Grand Bain), regia di Gilles Lellouche (2018)
- Sulle ali dell'avventura (Donne-moi des ailes), regia di Nicolas Vanier (2019)
- In guardia! (Touchées), regia di Alexandra Lamy (2022)
- Maldoror, regia di Fabrice Du Welz (2024)

### Televisione
- Le bahut - serie TV (1999)
- Le mystère Parasuram - Film TV (2000)
- Chère Marianne - serie TV (1999-2001)
- L'adieu - Film TV (2003)
- Clara Sheller - serie TV (2005)
- Der geheimnisvolle Schatz von Troja - Film TV (2007)
- Une femme à abattre - Film TV (2008)
- Le Débarquement - Film TV (2012)

## Teatro
- Il ventaglio di Lady Windermere di Oscar Wilde, allestimento di Tilly, théâtre du Palais-Royal (2003)
- Confidences trop intimes di Jérôme Tonnerre, allestimento di Patrice Leconte, théâtre de l'Atelier (2007)
- Qu'elle aille au diable, Meryl Streep ! di Mohamed Kacimi dal romanzo di Rachid El-Daïf, allestimento di Laurent Lafitte, Festival NAVA di Limoux
- Le Rattachement di Didier Van Cauwelaert, allestimento di Daniel Benoin, théâtre national de Nizza (2010)
- Il costruttore Solness di Henrik Ibsen, allestimento di Hans-Peter Cloos, théâtre Hébertot (2010)
- Sogno di una notte di mezza estate di William Shakespeare, allestimento di Nicolas Briançon, Festival di Anjou, théâtre de la Porte-Saint-Martin
- Festen di Thomas Vinterberg, allestimento di Daniel Benoin, théâtre national de Nice, théâtre des Célestins, théâtre du Rond-Point (2012)
- Haïm, à la lumière d'un violon, testo e allestimento di Gérald Garutti, Salle Gaveau (2014)

## Doppiatrici italiane
Nelle versioni in italiano dei suoi film, Mélanie Doutey è stata doppiata da:
- Barbara De Bortoli ne Il fiore del male, Clara Sheller, French Connection, Sulle ali dell'avventura
- Jessica Bologna in Fuga d'amore
- Cristiana Rossi in Paradise Beach
- Antonella Baldini ne Le 7 vite di Léa
- Perla Liberatori ne In guardia!